# Three Oaks (Anglia)
Three Oaks – osada w Anglii, w hrabstwie East Sussex. Leży 5,6 km od miasta Hastings, 42,7 km od miasta Lewes i 84,2 km od Londynu. W 2015 miejscowość liczyła 590 mieszkańców.